# Monzonit
Monzonit är en magmatisk bergart med en intermediär sammansättning. Monzonit består huvudsakligen av Na-plagioklas (30–50 %), Kalifältspat (20–40 %) och till 15–30 % mafiska mineral. Till färgen kan bergarten vara mörkt grå till röd- eller grönaktig. Monzonit är en djupbergart vilket innebär att den stelnat djupt ner i jordskorpan.
Monzonit är till sammansättningen lik granit och granodiorit med skillnaden att den har ett lägre innehåll av kvarts. 

## Larvikit
Huvudartikel: Larvikit
Larvikit kan antingen vara en syenitisk bergart eller en typ av monzonit. Den består av alkalifältspat, amfibol, pyroxen och mörk glimmer. Den har fått sitt namn efter en norsk ort som heter Larvik. Kornstorleken är grov till medelkornig och färgen är blågrå eller grönaktig.